# Acrobacias de motociclismo estilo libre
Las acrobacias aéreas realizadas en motocross son maniobras de riesgo que realizan pilotos de motos en exhibiciones y campeonatos. Estos espectáculos suelen realizarse con motos especializadas, cuyas características son apropiadas para estas acrobacias

TIPOS DE ACROBACIAS

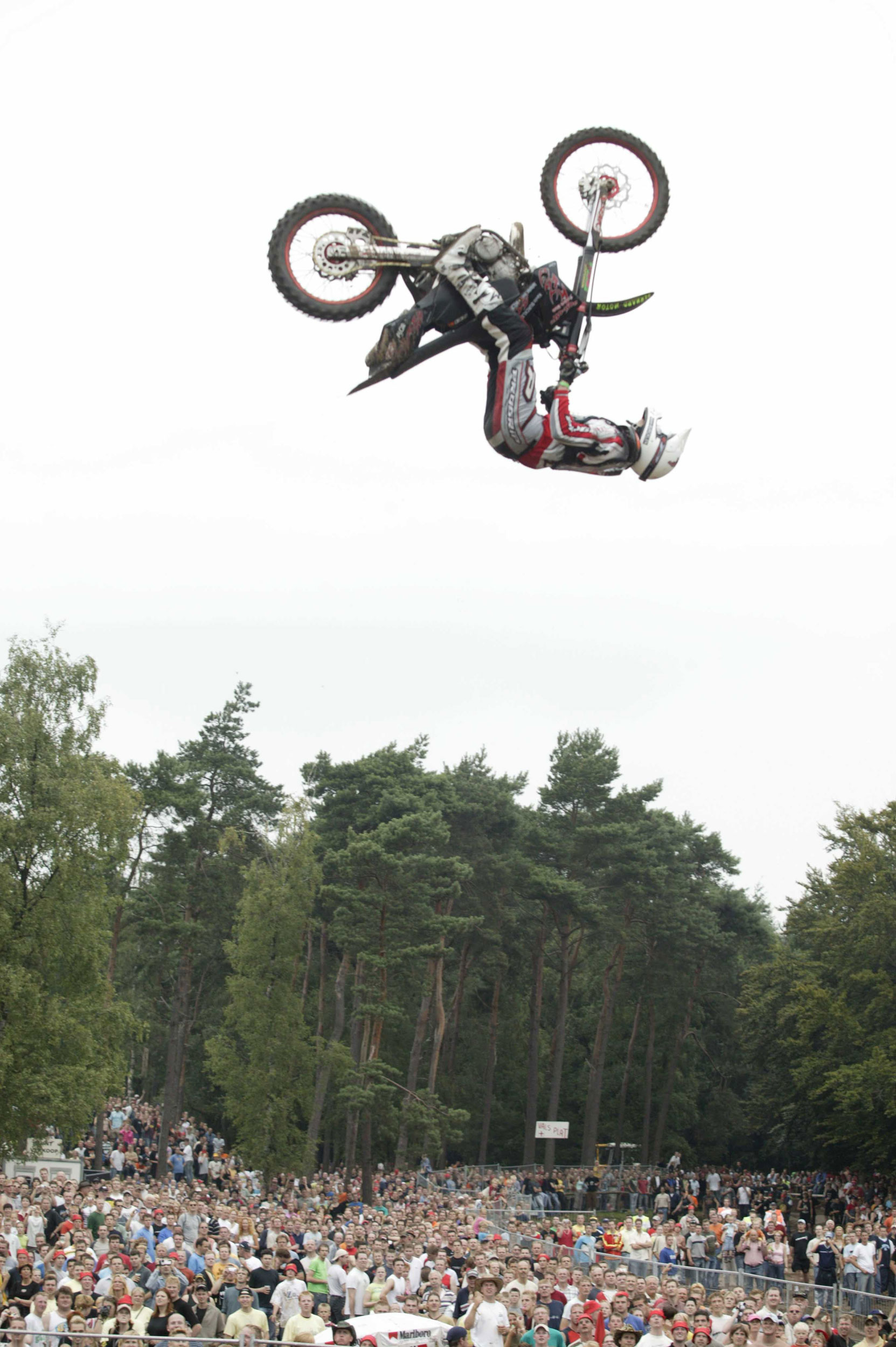
Backflip

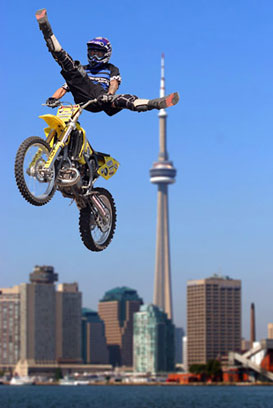
BarHop

- Backflip: Un salto mortal hacia atrás. Lo más básico entre los expertos aunque solo se empezó a hacer con seguridad a principios de 2000. Hace tiempo que Travis Pastrana se atreve a hacerlos dobles. Si en la rampa hay una pierna al otro lado de la moto se llama Side Saddle Backflip.

- Backflip Can Can: Salto mortal hacia atrás con una pierna cruzada al otro lado de la moto.

- Backflip Candy Bar: Durante el salto el piloto saca una pierna por encima del manillar. Se puede combinar por ejemplo con Can Can.

- Backflip Cliffhanger: Durante el salto el piloto coloca los pies debajo del manillar y extiende piernas y brazos.

- Backflip Cordova: Durante el salto mortal el piloto sigue con las manos en el manillar, pero coloca los pies sobre él y arquea el cuerpo hacia atrás.

- Backflip Fender Kiss: Acercar la cabeza al guardabarros delantero durante el salto mortal.

- Backflip Heelclicker: Durante el salto chocar los dos talones por delante de los brazos.

- Backflip Lazy Boy: ‘Acostarse’ en la moto mientras se hace un backflip.

- Backflip Nac Nac: Mientras se hace el salto mortal se pasa una pierna al otro lado de la moto por detrás de la otra pierna.

- Backflip No Foot: Hacer un backflip sin los pies en las estriberas.

- Backflip Saran Wrap: Como un Candy Bar en pleno salto mortal, pero se suelta una mano del manillar para poner la pierna encima de él.

- Backflip Superman: Extender los brazos y piernas hacia atrás mientras se realiza el backflip. Hay una variante Indy al cruzar las piernas en pleno salto y Seat Grab si se toca con una mano el asiento en plena acrobacia. También se pueden combinar el Superman con el Indy y el Seat Grab.

- Backflip Whip: Inclinar la moto a un lado mientras se hace un backflip.

- Bart Attack: Hacer un Hart Attack con las dos manos en el asiento en lugar de con una mano en el asiento y una en el manillar. Si se cruzan las piernas es un Bart Attack Indy.

- Bar Hop: El piloto coloca las dos piernas extendidas por delante del manillar sin soltar las manos.

- Bikeflip: Popularizado por Tom Pagés, consiste en que la moto realiza un mortal sobre sí misma en lugar del piloto, que permanece inmóvil

- Body Varial: Variante del Volt en el que el piloto gira 360 grados sobre sí mismo, pero en lugar de sobre el eje horizontal haciendo un escorzo con las piernas casi en vertical.

- Carry on: Un mortal hacia delante fuera del eje, más sencillo por tanto.

- Captain Morgan: Estilosa pose en la que una pierna se dobla a 90 grados sobre el manillar, se pone una mano encima de la rodilla y el resto del cuerpo acompaña. Mucho éxito entre los más peques.

- Carolla: Consiste en un Superman con una mano en el asiento y posteriormente el piloto termina haciendo un 360° sobre sí mismo antes de aterrizar.
- Christ Air: Es una variante del Cliffhanger en la que con los pies debajo del manillar y el cuerpo extendido en vertical se imita la postura de Cristo con los brazos en T y la cabeza hacia atrás.

- Cliffhanger: El piloto coloca los pies debajo del manillar, se suelta de manos y se extiende verticalmente sobre la moto.

- Cordova: Sin soltar las manos del manillar se ponen los pies debajo del manillar y se arquea el cuerpo hacia atrás.

- Dead Boy: Vuelta de tuerca al Bar Hop. Con las dos manos en el manillar el piloto extiende las dos piernas por encima del manillar y extiende el cuerpo en paralelo con la moto como un muerto. Si se cruzan las piernas es un Dead Body Indy y si se abren en V un Dead Body Shaolin.

- Disco can: Con solo una mano en el manillar se extiende las piernas al lado de la mano que está en el manillar.

- Flatspin 360º: Se trata de un backflip en el que moto y piloto se colocan en pleno vuelo en paralelo con el suelo. Se puede complementar con un NacNac cruzando las piernas o realizarlo a una mano.

- Fred Flinstone: En homenaje a Pedro Picapiedra. El freestyler se coloca a un lado de la moto se suelta de pies y manos e imita el movimiento de correr.

- Front flip: Un mortal hacia delante. La acrobacia más complicada hasta la fecha y que ha llevado a más de uno al hospital.

- Hart Attack: Con una mano en el manillar y otra en el asiento hay que poner el cuerpo en vertical. Si se hace desde un lado en lugar de hacia atrás se llama Side Hart Attack.

- Helicopter: Igual que un Hart Attack pero cruzando las piernas. También se le llama Hart Attack Indy.

- Heelclicker: Sin soltar las manos del manillar hay que pasar las piernas por fuera de los brazos y conseguir tocar ambos talones.

- Highlighter o Rigor Mortis: Se trata de un Dead Body, solo que en lugar de con el cuerpo horizontal en vertical totalmente extendido.

- Holy man: Una variante del Superman. Cuando se tiene el cuerpo y las piernas extendidos hacia atrás se sueltan las manos del manillar y se vuelve a coger.

- Indian Air: Con las dos manos en el asiento se gira el cuerpo hacia atrás cruzando las piernas (Indy)

- Inside Roll: Ideado por Marc Pinyol, el fundamento es que el piloto haga un mortal hacia delante mientras que la moto permanece inmóvil

- Kiss of Death (KOD): Consiste en colocar el cuerpo boca abajo y lo más vertical posible a la vez que se acerca la cabeza al guardabarros. Cruzando las piernas hablamos de un KOD Indy y en caso de inclinar las piernas hacia delante como un Scorpion hablamos de un KOD Scorpion. También se puede hacer a una sola mano.

- Lazy boy: Tumbarse sobre la moto con las manos tras la cabeza.

- Maddocopter: Se trata de un One Handed Superman Indy o Superman Seat Grab Indy a un lado de la moto. O lo que es lo mismo extender el cuerpo horizontalmente agarrando con una mano el asiento o manillar y cruzando las piernas al mismo tiempo.

## Nitro Circus
Se trata de un evento de ciclismo y motociclismo freestyle, modalidades conocidas como BMX y FMX.